# Símbolos de Colima
Los símbolos de Colima, son todos aquellos representativos que identifican al estado de Colima.

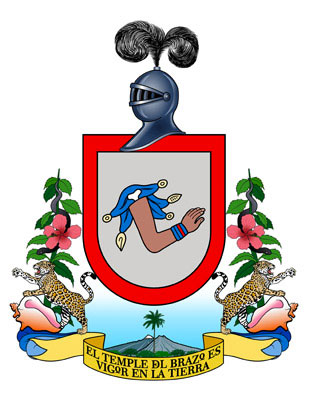
Escudo Oficial del Estado de Colima. Símbolos Colimenses.

## Descripción

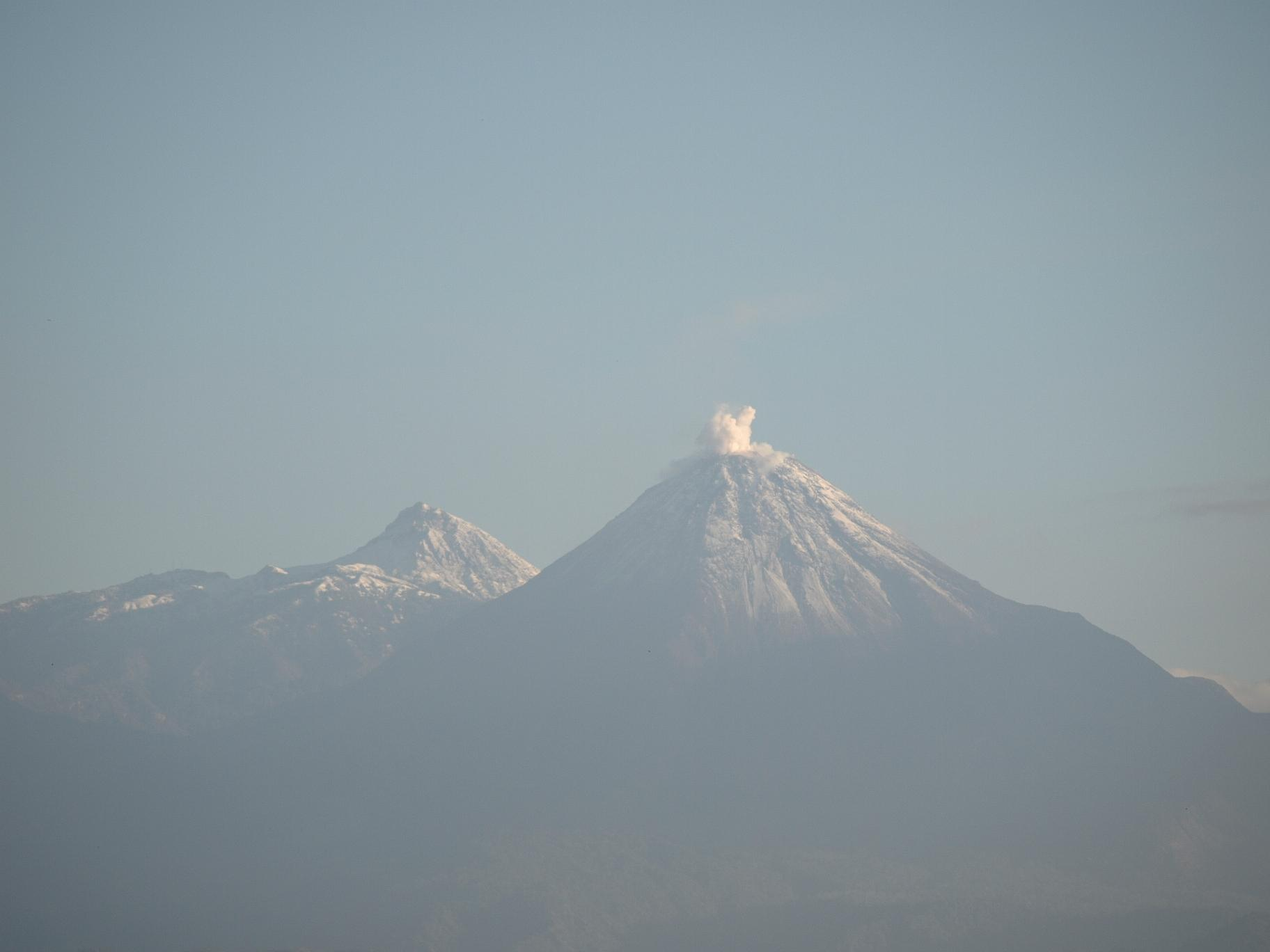
Volcán de Colima y Nevado de Colima. Símbolos Colimenses.

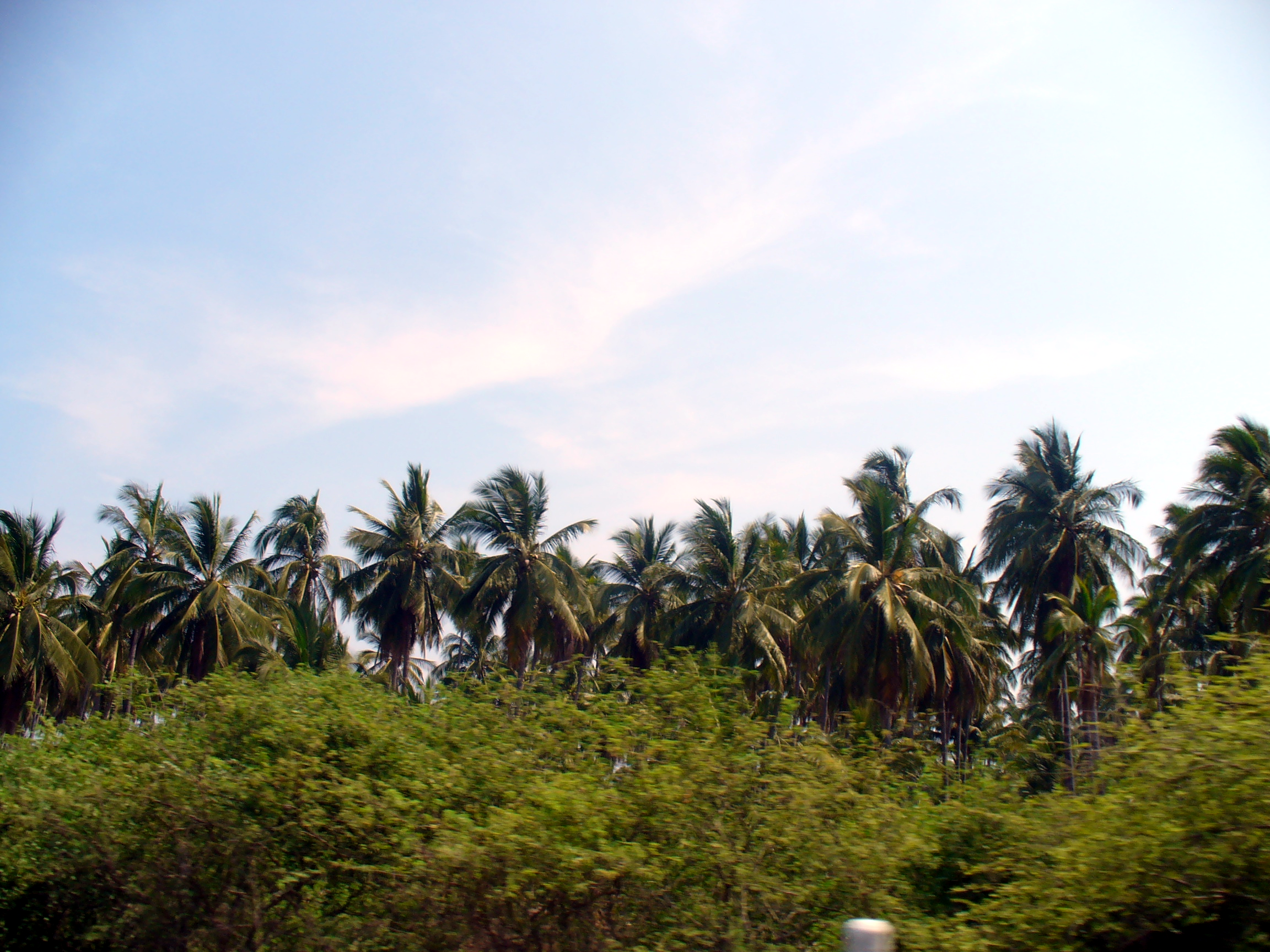
Palmeras de Colima. Símbolos Colimenses.

Estos también son usados para eventos sociales y culturales todas los municipios del Estado de Colima, en Armería, Colima, Comala, Coquimatlán, Cuauhtémoc, Ixtlahuacán, Manzanillo, Minatitlán, Tecomán y Villa de Álvarez. Al abrigo del Nevado de Colima y del volcán de Fuego se despliega la ciudad de Colima, capital del homónimo estado de la República Mexicana. El ritmo de vida del centro de la llamada "Ciudad de las Palmeras" oscila entre la modernidad y la tranquilidad propia de la provincia. Los motivos para visitar Colima son innumerables, por lo que aquí le proponemos un viaje relámpago, pero con el tiempo suficiente para apreciar y disfrutar este bello jirón del occidente de nuestro país.

### Volcán y Nevado
Para mayor información del Volcán de Colima, ver el artículo: Volcán de Colima
El volcán Colima o volcán de Fuego se eleva a 3.860 m s. n. m., es uno de los símbolos de Colima. Este volcán lo comparten los estados de Jalisco y Colima, en México. Los municipios afectados por la actividad del volcán son Comala y Cuauhtémoc, en Colima, y Tuxpan, Zapotitlan y Tonila en Jalisco. El tipo de volcán es un estratovolcán; sus erupciones se han considerado explosivas. A lo largo de 500 años el volcán ha tenido más de 40 explosiones desde 1576, de las cuales destacan las de 1585, 1606, 1622, 1690, 1818, 1890, 1903, la más violenta la de 1913 y las más recientes de febrero de 1999 y la del 6 de junio del 2005. Esta última se produjo a las 11:00 (hora local) con una columna eruptiva que alcanzó 4 km sobre el volcán, arrojando cenizas de roca y piroclásticos. Ambos eventos son los de mayor energía liberada después del evento del 13 de enero de 1913, que cerró el cuarto ciclo de actividad. El volcán es vecino del Nevado de Colima punto más alto del sector occidental de la Faja Volcánica Mexicana, un antiguo macizo volcánico ubicado en el estado de Jalisco, en el occidente de la República Mexicana; en las inmediaciones entre los estados de Jalisco y Colima.

### Piedra Lisa
Para mayor información sobre la Piedra Lisa, ver el artículo: La Piedra Lisa
Famoso monolito, cuenta la leyenda que fue arrojado por el volcán de Fuego hace miles de años. El parque donde se encuentra este monolito está sobre la avenida Pedro A. Galván. Según la leyenda, quien resbale sobre la superficie lisa de la piedra se queda en Colima, sea porque se case ahí o porque la tierra Colimense será su última morada. Este parque es uno de los paseos de más tradición en Colima. La roca mide un poco más de 2 metros de altura, posee una pequeña escalinata rústica y un área inclinada que, con el paso del tiempo y por el continuo resbalarse en ella, ha adquirido una textura lisa y resplandeciente, semejando una resbaladilla. No se sabe con exactitud si es una roca de origen volcánico o un monolito. Además, en el parque hay juegos infantiles, una pequeña pista para patinar sobre ruedas, una cancha de baloncesto, un pequeño espacio para teatro al aire libre, una fuente, entre otros atractivos. El parque se encuentra rodeado de grandes árboles, algunos de los cuales datan del siglo XIX, en donde se encuentran principalmente aves silvestres. El sitio es muy visitado por el reto que supone deslizarse por la piedra y comprobar la realidad de la leyenda.

### Kiosco
La plaza principal de Colima, es el elemento central a partir de donde se trazó la ciudad. En el siglo XIX, comenzó a llamarse Plaza de Armas, en 1910 recibió el nombre de Plaza de la Libertad, con el tiempo cambió a simplemente Jardín Libertad. En el costado oriental del jardín se ubica la catedral y el palacio de gobierno, a los costados sur, norte y poniente algunas construcciones coloniales importantes.

El kiosco que adorna su glorieta central fue traído de Bélgica durante el Segundo Imperio Mexicano, donde los jueves y domingos la banda del estado ofrece conciertos populares. Constituye el corazón de la ciudad. Cuenta con arboladas áreas y un sencillo quiosco al centro, donde ocasionalmente se escuchan las notas de alguna melodía ejecutada por una banda. Se encuentra rodeado por los típicos portales de Medellín al norte; el Morelos al sur y, al oeste, el Hidalgo. El edificio de la catedral se levanta al oriente, completando el conjunto. Colima, agradecida escala que puede iniciar en el Jardín Libertad y extenderse con una visita a la Catedral y al Palacio de Gobierno que vale la pena por sus históricos murales de la nación. Los habitantes de Colima son conocidos por su carácter alegre, amable y sincero, gustan de invitar a los visitantes a disfrutar de la convivencia en el Jardín Libertad.

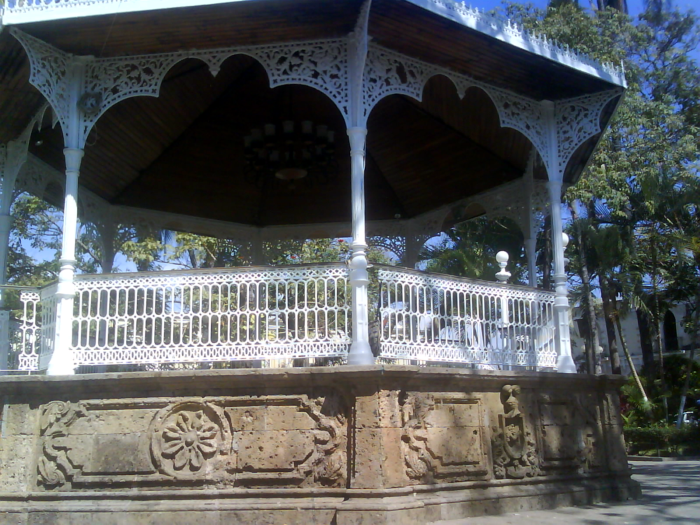
Kiosco de Colima en Jardín Libertad. Símbolo Colimense.

### Perritos de Terracota
Su origen es muy antiguo. Los indígenas se alimentaban con su carne, que era muy apreciada. Se le considera representante del dios "Xolotl", de quien evidentemente deriva de su nombre. Su misión era guiar el alma de los muertos hacia su destino eterno. Esta raza también es conocida como perro pelón mexicano. Es un perro muy atractivo; característica principal es la ausencia total o casi total de pelo con piel suave y tersa, su cuerpo es bien proporcionado con pecho ancho y costillar amplio, miembros largos y cola larga. El cuerpo es ligeramente más largo en relación con su altura. Aproximadamente de 10:9 permitiéndose las hembras ligeramente más largas que los machos. Los perros longilíneos de miembros cortos deben de ser penalizados. En el estado de Colima se ha encontrado un número considerable de tumbas que, en la mayoría de los casos, contenían estatuas de barro moldeadas a mano con perros. También fueron encontrados esqueletos caninos en tumbas humanas, porque existía la creencia de que los perros ayudaban a las almas de sus amos a superar los obstáculos del mundo de los muertos.

### Rey Colliman
Para mayor información del Rey Colliman, ver el artículo: Reino de Colliman y Colimotl
Rey Colliman o Collimān, llamado así por la costumbre, siendo en realidad rey del reino Colimān, es uno de los símbolos más recurridos y utilizados por los Colimenses de la ciudad, la llegada de los españoles y su encuentro con el señor de estas tierras. El Rey Colimán (dado por Hernán Cortés) o Hueytlatoani Colimotl fue el último rey de los Tecos o Colimas, organizó y ganó la Guerra de la Salitre contra el pueblo Purépecha y durante la conquista española, Colimotl derrotó a Juan Rodríguez de Villafuerte en Trojes, a Francisco Álvarez Chico en Alima y a Cristóbal de Olid en el paso de Alima o Palenque de Tecomán.

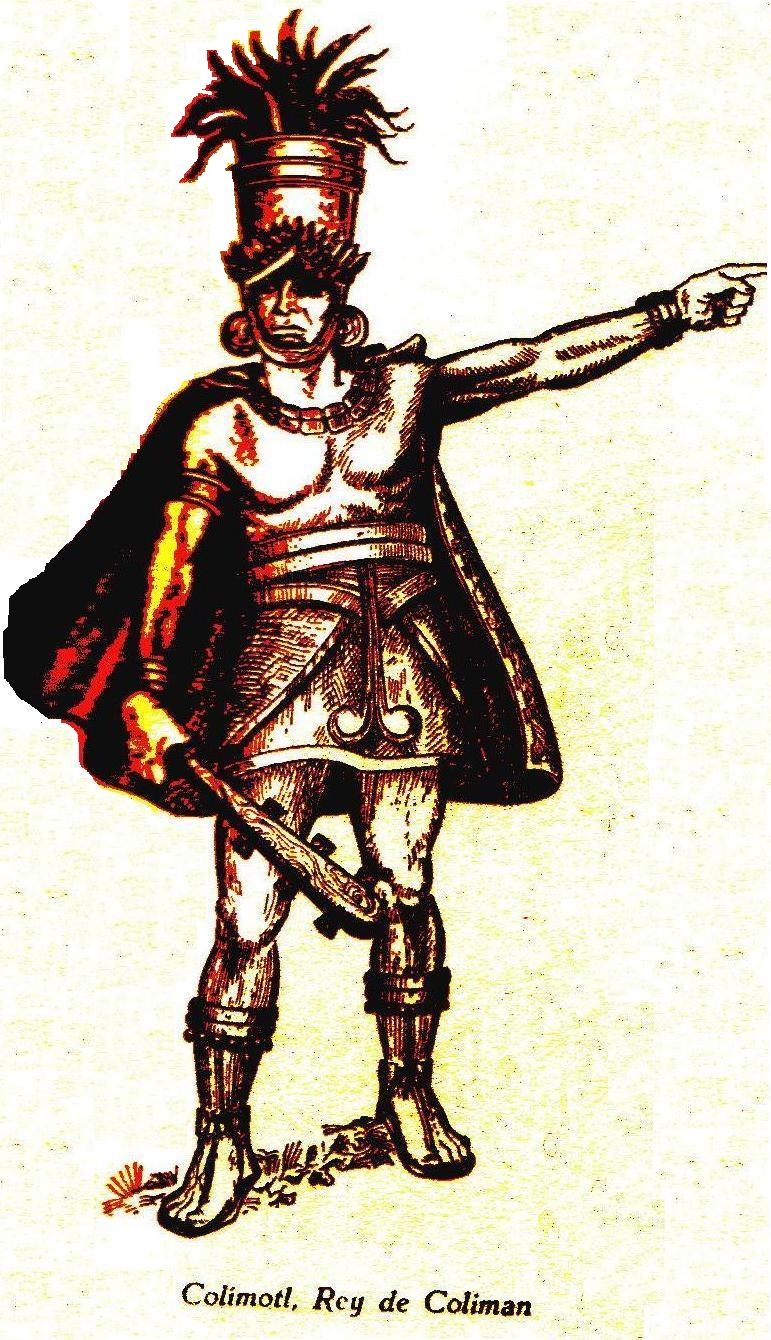
El Rey Collimán, último Señor de Colima.

Siendo derrotado en el Palenque de Tecomán, Colima por Gonzalo de Sandoval y posiblemente muerto. Está considerado como uno de los símbolos heroicos de los pueblos originarios mesoamericanos por su valor y sagacidad en la resistencia al embate de los españoles. El Reino de Colliman, según los antiguos jeroglíficos, este se representaba por medio de un brazo con su mano, que simboliza el dominio ejercido por la fuerza y equivaldría a la tierra conquistada por los acolhuas. 

### Feria de Todos los Santos
La Feria de Todos los Santos es la festividad más importante y antigua del Estado de Colima, México, donde se reúne el interesante encanto de todos y cada uno de los municipios con el color y alegría de todos los elementos que componen esta fiesta, con los juegos y atracciones mecánicas, el sonido alegre de la banda y el mariachi, las festivas figuras del papel picado, las explosiones de color de los juegos pirotécnicos, la riqueza y tradición de sus artesanías, gastronomía y bebidas típicas; todo ello en un reencuentro mágico con nuestra cultura y tradiciones.
La emoción de conocer un Estado lleno de magia, belleza y tradición y disfrutar al mismo tiempo de una fiesta popular que te ofrece todo lo que esperas; emocionantes y divertidas atracciones, grandes eventos deportivos como el Torneo Internacional de Pesca de Pez Vela, arte, cultura, palenque de gallos, charrería, una gran variedad gastronómica, además de interesantes exposiciones como la ganadera, artesanal, industrial, comercial y de servicios, entre muchos otros atractivos.

## Otros Símbolos
- Palacio de Gobierno (Jardín Libertad, Cd. de Colima), un edificio del siglo XIX. En su escalera principal existe un mural del pintor colimense Jorge Chávez Carrillo.
- Palacio Federal. Se encuentra en el Jardín Núñez de la Cd. de Colima.Arquitectura civil de principios del siglo XX. En la planta alta se conservan murales con representación de paisajes de la Cd. de México y retratos de personajes históricos.
- Mercado Enrique 0. de la Madrid (Centro, Cd. de Colima), así como la arquitectura metálica de estructura prefabricada -francesa-, del periodo porfiriano. Actualmente un centro cultural.
- El Chanal

(4 km al norte de la ciudad de Colima).- Conjunto de plataformas piramidales escalonadas, un juego de pelota y varias plazas. Distinguen a sus edificios las piedras con representaciones glíficas que adornan sus escalinatas.
- La Campana

(zona urbana de Villa de Álvarez).- Conjunto ceremonial formado por varios templos y plataformas piramidales construidas con cantos rodados. Cuando menos una de las plataformas principales fue utilizada como mausoleo, siendo posible en la actualidad ver la tumba que guardaba en su interior.
- San Francisco de Almoloyan (Cd. de Colima)
- Ruinas del antiguo convento franciscano del siglo XVI.
- Hacienda de Nogueras (Mpio. de Comala)
- Hacienda de trapiche, restaurada. Se pueden visitar la casa principal (siglo XIX) y la capilla (siglo XVII). Cuenta con museo.
- Comala (6 km al norte de la Cd. de Colima), llamado también El Pueblo Blanco de América, Comala conserva la arquitectura típica de la región del volcán.
- Mesón de Caxitlán (Carretera Colima-Tecomán). Ruinas de un antiguo mesón del camino real (siglo XVIII), construido en los terrenos del antiguo pueblo indígena de Caxitlán, capital del entones Reino de Colima, donde en 1523 se fundó la primera villa de Colima.
- Plaza de Toros La Petatera, (Villa de Álvarez)